# 藤原恭大
藤原 恭大（ふじわら きょうた、2000年5月6日 - ）は、大阪府豊中市出身のプロ野球選手（外野手）。左投左打。千葉ロッテマリーンズ所属。

## 経歴

### プロ入り前
豊中市立原田小学校1年生の時に園和北フレンズで野球を始めた。豊中市立第五中学校時代は枚方ボーイズに所属し、小園海斗と共に全国優勝を経験。大阪桐蔭高等学校に進学すると、3年時には4番打者として甲子園春夏連覇の原動力となった。秋の高校日本代表にも2年連続で選出され、主砲として活躍した。大阪桐蔭時代の同級生に根尾昂、柿木蓮、横川凱、山田健太（2023年より日本生命）らがいる。
2018年10月25日に行われた2018年のドラフト会議では、東北楽天ゴールデンイーグルス、阪神タイガース、千葉ロッテマリーンズの3球団から1位指名を受け、抽選の結果ロッテが交渉権を獲得。12月1日に最高条件となる契約金1億円+出来高払い5000万円、年俸1500万円で入団に合意した。背番号は2。また、根尾、柿木、横川もドラフト指名された。同一高校から同時に4人がドラフト指名されたのは、2001年の日大三高以来17年ぶり5校目となった。

### ロッテ時代
2019年は、春季キャンプから一軍に帯同し、練習試合やオープン戦など対外試合計30試合すべてに出場。開幕一軍入りを果たし、3月29日東北楽天ゴールデンイーグルスとの開幕戦（ZOZOマリンスタジアム）に「1番・中堅手」でプロ初出場・プロ初先発出場する。開幕戦でのプロ初先発出場は、球団の高卒新人では榎本喜八、山崎裕之に次いで54年ぶり3人目、高卒新人の「1番」での出場に限れば、近鉄バファローズの飯田幸夫に次いで史上2人目となる。試合では第4打席に青山浩二から遊撃内野安打を打ち、史上6人目となる高卒新人の開幕先発出場での安打を記録した。4月6日まで6試合に出場（うち4試合で「1番・中堅手」として先発）したが、19打数2安打2打点、打率.105で、4月7日に出場登録を抹消された。以降は一軍に再登録されることなくシーズンを終えた。オフに、現状維持の推定年俸1500万円で契約を更改した。
2020年は、開幕から二軍で過ごし、10月5日までに58試合に出場。7本塁打、19打点、14盗塁、打率.230の成績を残した。10月6日に一軍選手複数名が新型コロナウイルス陽性判定を受けて離脱せざるを得なくなったことを受けて、「感染拡大防止特例2020」の代替指名選手としてシーズン初の一軍初昇格。10月7日のオリックス・バファローズ戦（ZOZOマリン）に「1番・左翼手」としてシーズン初スタメン。2019年4月6日以来の一軍出場となった。 5回裏、アンドリュー・アルバースからシーズン初安打となる右前打を打つと、7回裏には、無死一・二塁の場面で山田修義から自身初の犠打となる送りバントを決めた。10月9日の福岡ソフトバンクホークス戦（福岡PayPayドーム）では、「1番・左翼手」で出場し、プロ初の猛打賞を記録し、プロ初盗塁も記録した。10月14日の楽天戦（ZOZOマリン）では涌井秀章からプロ初本塁打を初回先頭打者本塁打で記録すると、2日後の北海道日本ハムファイターズ戦（ZOZOマリン）では杉浦稔大からまたも初回先頭打者本塁打を打った。プロ第1号＆第2号をいずれも先頭打者本塁打で飾ったのは2008年4月29日＆30日（いずれも対巨人）の赤松真人（広島）以来12年ぶり、パ・リーグに限ると1953年3月26日（対大映）＆4月9日（対西鉄）で前身の毎日オリオンズの栗木孝幸が記録して以来67年ぶりとなる。荻野貴司、清田育宏、角中勝也などの、新型コロナウイルスに感染した主力外野手が一軍に復帰しても一軍への帯同を続け、26試合に出場し、打率.260、3本塁打、10打点、4盗塁の成績を残し、コロナ禍のチームを支え、チーム4年ぶりのクライマックスシリーズ進出、13年ぶりの2位に貢献した。11月14日にはクライマックスシリーズに初出場。第1戦・第2戦ともに「2番・中堅手」として出場した。チームは敗退したものの、11月15日の第2戦では猛打賞を記録。プレーオフ、クライマックスシリーズでは、20歳6か月での猛打賞は2005年の西岡剛（21歳2か月）を上回り、史上最年少での記録となった。オフに、300万円増の推定年俸1800万円で契約を更改した。
2021年は、3月26日に行われたソフトバンクとの開幕戦（福岡PayPayドーム）に「9番・中堅手」で出場。自身2度目の開幕スタメンを果たすも、22試合で打率.161と低迷し4月22日に二軍降格。7月3日に再昇格すると好調を維持し、7・8月で打率.348、5本塁打、15打点、OPS1.069を記録し、7・8月度の月間MVPを受賞した。しかし、9月5日の日本ハム戦で死球を受け、別メニューでの調整となった。実戦復帰するも思うように調子が上がらず、その後は守備固めや代打、代走での出場が主となった。オフに、500万円増となる推定年俸2300万円で契約を更改し、背番号1への変更を発表した。
2022年は、開幕こそ一軍で迎えたものの打撃の調子が上がらず、中堅手のポジションも岡大海や髙部瑛斗に明け渡すことになる。その後は体調不良などもあってシーズン通して一軍・二軍の往復が続き、9月こそ月間打率が3割を超えたものの、シーズンを通して49試合の出場に留まる。成績は打率.209、1本塁打、5打点と苦しいシーズンとなった。オフに、100万円減となる推定年俸2200万円で契約を更改した。
2023年は、3月31日に行われたソフトバンクとの開幕戦（福岡PayPayドーム）に「9番・中堅手」で出場。3・4月は打率.298、2本塁打、11打点、交流戦の開催期間も打撃好調だったが、後半戦が始まると調子を落とす。この年はプロ入り後初めて100試合以上に出場したが、打率.238、3本塁打、21打点、OPS.608と低調に終わった。オフに、1000万円増の推定年俸3200万円で契約を更改した。
2024年は、3月10日のソフトバンクとのオープン戦で5回の打席で自打球が右膝に直撃し、我慢をしながら出場を続けていたが8回の守備から退き、翌日病院で診断を受け、右膝蓋骨骨折が判明し離脱となった。5月29日に行われたイースタン・リーグの楽天戦で実戦復帰を果たした。実戦復帰後は二軍戦20試合に出場して打率.351、1本塁打、7打点と結果を残し、6月28日に一軍登録された。同日のオリックス戦（ZOZOマリン）では「1番・右翼手」としてスタメン起用されシーズン初安打も放つと、7回の守備では大飛球をフェンスに激突しながら捕球する好守も見せた。その後も打撃・守備ともに好調を維持し、最終的に74試合に出場。打率.290、2本塁打、21打点、OPS.749を記録し、打率とOPSは自己最高を記録した。
2025年は4月16日の日本ハム戦（ZOZOマリン）で右翼手として出場した際、フランミル・レイエスの右前への打球を一塁へ送球し、ライトゴロを成立させた。

## 選手としての特徴
走攻守の三拍子揃った外野手。高校通算32本塁打を記録した長打力に加え、50m走は5.7秒。遠投110メートル。
2024年からは、角中勝也（千葉ロッテマリーンズ）同様に、ツーストライクに追い込まれた後にノーステップ打法を使用している。

## 詳細情報

### 年度別打撃成績
| 年 度     | 球 団     | 試 合 | 打 席 | 打 数 | 得 点 | 安 打 | 二 塁 打 | 三 塁 打 | 本 塁 打 | 塁 打 | 打 点 | 盗 塁 | 盗 塁 死 | 犠 打 | 犠 飛 | 四 球 | 敬 遠 | 死 球 | 三 振 | 併 殺 打 | 打 率 | 出 塁 率 | 長 打 率 | O P S |
| --------- | --------- | ----- | ----- | ----- | ----- | ----- | -------- | -------- | -------- | ----- | ----- | ----- | -------- | ----- | ----- | ----- | ----- | ----- | ----- | -------- | ----- | -------- | -------- | ----- |
| 2019      | ロッテ    | 6     | 19    | 19    | 0     | 2     | 0        | 0        | 0        | 2     | 2     | 0     | 0        | 0     | 0     | 0     | 0     | 0     | 6     | 0        | .105  | .105     | .105     | .211  |
| 2020      | ロッテ    | 26    | 105   | 96    | 10    | 25    | 5        | 0        | 3        | 39    | 10    | 4     | 1        | 2     | 1     | 6     | 0     | 0     | 33    | 1        | .260  | .301     | .406     | .707  |
| 2021      | ロッテ    | 78    | 254   | 217   | 27    | 47    | 12       | 1        | 5        | 76    | 22    | 7     | 2        | 5     | 4     | 23    | 0     | 5     | 55    | 3        | .217  | .301     | .350     | .651  |
| 2022      | ロッテ    | 49    | 126   | 115   | 10    | 24    | 2        | 0        | 1        | 29    | 5     | 9     | 0        | 1     | 0     | 9     | 1     | 1     | 23    | 1        | .209  | .272     | .252     | .524  |
| 2023      | ロッテ    | 103   | 361   | 328   | 35    | 78    | 15       | 2        | 3        | 106   | 21    | 5     | 2        | 10    | 1     | 18    | 0     | 4     | 78    | 3        | .238  | .285     | .323     | .608  |
| 2024      | ロッテ    | 74    | 264   | 231   | 30    | 67    | 8        | 4        | 2        | 89    | 21    | 4     | 1        | 3     | 2     | 25    | 0     | 3     | 39    | 2        | .290  | .364     | .385     | .749  |
| 通算：6年 | 通算：6年 | 336   | 1129  | 1006  | 112   | 243   | 42       | 7        | 14       | 341   | 81    | 29    | 6        | 21    | 8     | 81    | 1     | 13    | 234   | 10       | .242  | .304     | .339     | .643  |

- 2024年度シーズン終了時

### 年度別守備成績
| 年 度 | 球 団  | 外野  | 外野  | 外野  | 外野  | 外野  | 外野     |
| 年 度 | 球 団  | 試 合 | 刺 殺 | 補 殺 | 失 策 | 併 殺 | 守 備 率 |
| ----- | ------ | ----- | ----- | ----- | ----- | ----- | -------- |
| 2019  | ロッテ | 5     | 13    | 1     | 0     | 0     | 1.000    |
| 2020  | ロッテ | 23    | 59    | 0     | 0     | 0     | 1.000    |
| 2021  | ロッテ | 76    | 171   | 2     | 0     | 0     | 1.000    |
| 2022  | ロッテ | 42    | 70    | 1     | 2     | 0     | .973     |
| 2023  | ロッテ | 102   | 208   | 3     | 2     | 1     | .991     |
| 2024  | ロッテ | 72    | 128   | 3     | 0     | 0     | 1.000    |
| 通算  | 通算   | 320   | 649   | 10    | 4     | 1     | .994     |

- 2024年度シーズン終了時

### 表彰
- 月間MVP：1回（打者部門：2021年7・8月）

### 記録
初記録
- 初出場・初先発出場：2019年3月29日、対東北楽天ゴールデンイーグルス1回戦（ZOZOマリンスタジアム）、「1番・中堅手」で先発出場
- 初打席：同上、1回裏に岸孝之から右飛
- 初安打：同上、7回裏に青山浩二から遊撃内野安打
- 初打点：2019年4月6日、対福岡ソフトバンクホークス2回戦（福岡ヤフオク!ドーム）、3回表にアリエル・ミランダから右前2点適時打
- 初盗塁：2020年10月9日、対福岡ソフトバンクホークス16回戦（福岡PayPayドーム）、6回表に二盗（投手：マット・ムーア、捕手：甲斐拓也）
- 初本塁打：2020年10月14日、対東北楽天ゴールデンイーグルス20回戦（ZOZOマリンスタジアム）、1回裏に涌井秀章から右越ソロ ※プロ初本塁打が初回先頭打者本塁打は史上45人目、初球は8人目[16]

その他の記録
- オールスターゲーム出場：1回（2025年）
- 高卒新人が開幕戦で1番打者としてプロ初先発出場（2019年3月29日）※史上2人目[8]
- 高卒新人が開幕戦に先発出場し、プロ初安打（同上）※史上6人目[9]
- プロ1号2号が初回先頭打者本塁打（2020年10月14日・16日）※史上3人目、パ・リーグでは67年ぶりの記録[17]
- クライマックスシリーズ最年少猛打賞：20歳6か月（2020年11月15日）[18]

### 背番号
- 2（2019年[4] - 2021年）
- 1（2022年[22] - ）

### 代表歴
- 2017 WBSC U-18ワールドカップ
- 第12回 BFA U-18アジア選手権大会 日本代表
- 2023 アジア プロ野球チャンピオンシップ 日本代表